# Erdősmárok
Erdősmárok (1950-ig Püspökmárok, németül: Bischofsmarok) község Baranya vármegyében, a Mohácsi járásban.

## Fekvése
A Dunától nyugatra, a Geresdi-dombság déli lábainál fekszik.
A szomszédos települések: észak felől Geresdlak, északkelet felől Himesháza, kelet felől Székelyszabar, délkelet felől Kisnyárád, délnyugat felől Liptód, északnyugat felől pedig Maráza.

### Megközelítése
Zsáktelepülés, közúton csak egy irányból érhető el: az 56 126-os számú mellékúton, mely Himesháza déli határszéle közelében (közvetlenül az M6-os autópálya felett átívelő felüljáró után) ágazik ki a Mohácstól Pécsváradig húzódó 5607-es útból.

## Története
Az Árpád-kori település Erdősmárok nevét 1261-ben említették először az oklevelek Mark néven. Első ismert birtokosa 1261-ben Chaba fia Máté volt. 1296 már [Véki] Pál fia János és Pál birtoka volt, akiktől – hűtlenségük miatt – III. András király elvette a birtokot és Andronicus veszprémi prépostnak adta. 1301-ben Véki Pál testvérének, suzai Máténak Pál nevű unokájáé, aki akkor a birtok felét Venus nevű nővérének Folyó Istvánnénak adta. 1313-ban Csuzai Pál és Salamon Salamon nevű fia Salamon osztotta ketté itteni birtokát.
Márok a 16. század közepén a pécsváradi apátsághoz tartozott.

## Közélete

### Polgármesterei
- 1990–1994: Dr. Buzási Ernő (független)[4]
- 1994–1998: Dr. Buzási Ernő (független)[5]
- 1998–2002: Heller Vilmos (független)[6]
- 2002–2006: Márton János (független)[7]
- 2006–2010: Márton János (független)[8]
- 2010–2014: Márton János (független)[9]
- 2014–2019: Márton János (független)[10]
- 2019–2024: Márton János (független)[11]
- 2024– : Márton János (független)[1]

## Népesség
A település népességének változása:
| Lakosok száma | 90   | 87   | 86   | 85   | 83   | 82   | 81   | 84   |
|               | 2013 | 2014 | 2015 | 2019 | 2021 | 2022 | 2023 | 2024 |

A 2011-es népszámlálás során a lakosok 78%-a magyarnak, 11% cigánynak, 1,1% horvátnak, 12,1% németnek mondta magát (18,7% nem nyilatkozott; a kettős identitások miatt a végösszeg nagyobb lehet 100%-nál). A vallási megoszlás a következő volt: római katolikus 71,4%, református 3,3%, felekezeten kívüli 4,4% (20,9% nem nyilatkozott).
2022-ben a lakosság 75,6%-a vallotta magát magyarnak, 15,9% németnek, 1,2% cigánynak, 7,3% egyéb, nem hazai nemzetiségűnek (12,2% nem nyilatkozott; a kettős identitások miatt a végösszeg nagyobb lehet 100%-nál). Vallásuk szerint 50% volt római katolikus, 4,9% református, 2,4% egyéb keresztény, 12,2% felekezeten kívüli (30,5% nem válaszolt).

## Nevezetességei
- Római katolikus templom
- Trianon-emlékmű (2023-ban avatták fel[14])

## Ismert személyek
- Itt született 1942. április 2-án[15] Inhoff Ede trombitaművész, aki mind az Állami Hangversenyzenekar tagjaként, mind szólistaként bejárta a világot; többek között együtt koncertezett Zubin Mehtával és Leonard Bernsteinnel is.